# Lynyrd Skynyrd
Lynyrd Skynyrd (pronunție AFI: lɛnɜːd skʰɪnɜːd) este o formație americană de southern rock. Formația a devenit cunoscută în sudul Statelor Unite în 1973, și a dobândit un renume mondial înainte ca mai mulți membri ai acesteia, printre care vocalistul și principalul compozitor Ronnie Van Zant, să moară într-un accident de avion în 1977. Formația s-a reunit în 1987 pentru un turneu cu fratele mai mic al lui Ronnie, Johnny van Zant, ca frontman, și continuă să înregistreze. Lynyrd Skynyrd a intrat în Rock and Roll Hall of Fame în 13 martie 2006.

## Discografie

### Albume de studio
| 1973                                         | (pronounced 'lĕh-'nérd 'skin-'nérd) | 2x platinum (USA) |
| 1974                                         | Second Helping                      | 2x platinum (USA) |
| 1975                                         | Nuthin' Fancy                       | Platinum (USA)    |
| 1976                                         | Gimme Back My Bullets               | Gold (USA)        |
| 1977                                         | Street Survivors                    | 2x platinum (USA) |
| 1991                                         | Lynyrd Skynyrd 1991                 | —                 |
| 1993                                         | The Last Rebel                      | —                 |
| 1997                                         | Twenty                              | —                 |
| 1999                                         | Edge of Forever                     | —                 |
| 2000                                         | Christmas Time Again                | —                 |
| 2003                                         | Vicious Cycle                       | —                 |
| " — " denotes albums that weren't certified. |                                     |                   |